# قائمة المعادلات النسبوية

## معادلات النسبية الخاصة
وضعت النسبية الخاصة من قبل أبرت آينشتاين وكانت من أبرز اسهاماته للعلم. وتستند إلى افتراضين أساسيين :
1. القوانين الأساسية للفيزياء واحدة بالنسبة لجميع الأطر المرجعية.
2. سرعة الضوء في الخلاء واحدة بأي طريقة قيست وبالنسبة لكافة الراصدين في الفضاء (بالنسبة لجميع الجمل المرجعية).
النتيجة الأساسية أن الزمن يجري بشكل مختلف من راصد لآخر فمقابل تثبيت سرعة الضوء بالنسبة لكافة الراصدين علينا التضحية بثبات الزمن حيث يصبح قياس الزمن متغيرا من راصد لآخر. التعاريف والمعادلات التالية يمكن أن تطبق على أية وضعية عندما تصبح سرعة الملاحظ (الراصد) أو الجسم أكبر من عشر (أي 1/10) سرعة الضوء.

## تعاريف
- m0 = كتلة ساكنة
- v = سرعة متجهة
- c = velocity of ضوء in a تخلية

Speed parameter
{\displaystyle \beta ={\frac {v}{c}}}
هذا هو مؤشر السرعة الذي يظهر في عامل لورينتز. ينتج عن هذا أنه عندما تقارب v (سرعة الجسم المتحرك) سرعة الضوء c، يقارب مؤشر السرعة speed parameter الواحد وبالتالي يقارب عامل لورينتز اللانهاية.
عامل لورينتز Lorentz factor
{\displaystyle \gamma ={\frac {1}{\sqrt {1-\beta ^{2}}}}}
This factor describes the change in measured times and lengths by observers in relative motion, and is used in the Lorentz Transformations for motion in along the x axis:
{\displaystyle x'=\gamma (x-vt)}
{\displaystyle y'=y}
{\displaystyle z'=z}
{\displaystyle t'=\gamma (t-{\frac {vx}{c^{2}}})}
To obtain the inverse Lorentz Transformations replace v with -v and interchange the
light amplification by stimulated emission of radiation
```
primed and unprimed coordinates.
```

زخم نسبوي Relativistic momentum
{\displaystyle p=\gamma m_{0}v}
طاقة حركية
{\displaystyle T=(\gamma -1)m_{0}c^{2}}
Because γ diverges to infinity as v approaches c the kinetic energy also approaches infinity. Therefore it is not possible to accelerate a body to the speed of light with a finite amount of energy.
- E = طاقة حركية + كتلة ساكنة طاقة

Note that at one time in presentations of special relativity, it was common to introduce a quantity called the relativistic mass, defined as m=γm0. In modern treatments of special relativity, mass is always defined as the mass measured by a comoving observer, and is therefore synonymous with the rest mass.

## معادلات
{\displaystyle E=\gamma m_{0}c^{2}=\left(m_{o}^{2}c^{4}+c^{2}p^{2}\right)^{\frac {1}{2}}}
{\displaystyle \Delta t={\frac {t'}{\sqrt {1-\beta ^{2}}}}=\gamma \Delta t'} Time Dilation
{\displaystyle L=L_{p}{\frac {1}{\gamma }}} Length Contraction where {\displaystyle L_{p}=v\Delta t} and {\displaystyle L=v\Delta t'}
{\displaystyle f_{obs}={\frac {\sqrt {1+\beta }}{\sqrt {1-\beta }}}f_{source}} Frequency of a moving emitter

## قراءات أخرى
- نظرية النسبية
- نظرية النسبية الخاصة